# Mohamed El-Shenawy
Mohamed Elsayed Mohamed El-Shenawy Gomaa (en árabe محمد الشناوي; nacido en Al-Ḥāmūl, Egipto, 18 de diciembre de 1988) es un futbolista egipcio que juega en la posición de guardameta en el Al-Ahly de la Premier League de Egipto.

## Selección nacional
Fue el arquero titular de la selección de Egipto en los dos primeros partidos de la Copa Mundial de 2018 disputada en Rusia, perdiendo el primer partido contra Uruguay por 1 a 0 en el último minuto.

## Clubes
| Club             | País   | Año       |
| ---------------- | ------ | --------- |
| Al-Ahly          | Egipto | 2007-2008 |
| Tala'ea El Gaish | Egipto | 2009-2012 |
| Haras El-Hodood  | Egipto | 2012-2013 |
| Petrojet         | Egipto | 2013-2016 |
| Al-Ahly          | Egipto | 2016-     |

## Palmarés

### Títulos nacionales
| Título                 | Club    | País   | Año     |
| ---------------------- | ------- | ------ | ------- |
| Liga Premier de Egipto | Al-Ahly | Egipto | 2007-08 |
| Supercopa de Egipto    | Al-Ahly | Egipto | 2008    |
| Liga Premier de Egipto | Al-Ahly | Egipto | 2016-17 |
| Copa de Egipto         | Al-Ahly | Egipto | 2016-17 |
| Supercopa de Egipto    | Al-Ahly | Egipto | 2017    |
| Liga Premier de Egipto | Al-Ahly | Egipto | 2017-18 |
| Supercopa de Egipto    | Al-Ahly | Egipto | 2018    |
| Liga Premier de Egipto | Al-Ahly | Egipto | 2018-19 |
| Supercopa de Egipto    | Al-Ahly | Egipto | 2019    |
| Liga Premier de Egipto | Al-Ahly | Egipto | 2019-20 |
| Copa de Egipto         | Al-Ahly | Egipto | 2019-20 |
| Copa de Egipto         | Al-Ahly | Egipto | 2021-22 |
| Liga Premier de Egipto | Al-Ahly | Egipto | 2022-23 |
| Copa de Egipto         | Al-Ahly | Egipto | 2022-23 |
| Supercopa de Egipto    | Al-Ahly | Egipto | 2023    |
| Liga Premier de Egipto | Al-Ahly | Egipto | 2023-24 |
| Supercopa de Egipto    | Al-Ahly | Egipto | 2023-24 |
| Supercopa de Egipto    | Al-Ahly | Egipto | 2024    |

### Títulos internacionales
| Título                               | Club    | País      | Año     |
| ------------------------------------ | ------- | --------- | ------- |
| Liga de Campeones de la CAF          | Al-Ahly | Egipto    | 2020    |
| Supercopa de la CAF                  | Al-Ahly | Catar     | 2021-I  |
| Liga de Campeones de la CAF          | Al-Ahly | Marruecos | 2021    |
| Supercopa de la CAF                  | Al-Ahly | Catar     | 2021-II |
| Liga de Campeones de la CAF          | Al-Ahly | Marruecos | 2023    |
| Copa África-Asia-Pacífico de la FIFA | Al-Ahly | Egipto    | 2024    |